# Chrysocoma rigidula
Chrysocoma rigidula là một loài thực vật có hoa trong họ Cúc. Loài này được (DC.) Ehr.Bayer mô tả khoa học đầu tiên năm 1981.